# Сальвора
Са́львора (исп. Isla de Sálvora) — остров в Атлантическом океане, у северо-западного побережья Пиренейского полуострова. Закрывает с запада бухту Ароса. Принадлежит муниципалитету Рибейра комарки Барбанса провинции Ла-Корунья в составе автономного сообщества Галисия в Испании.

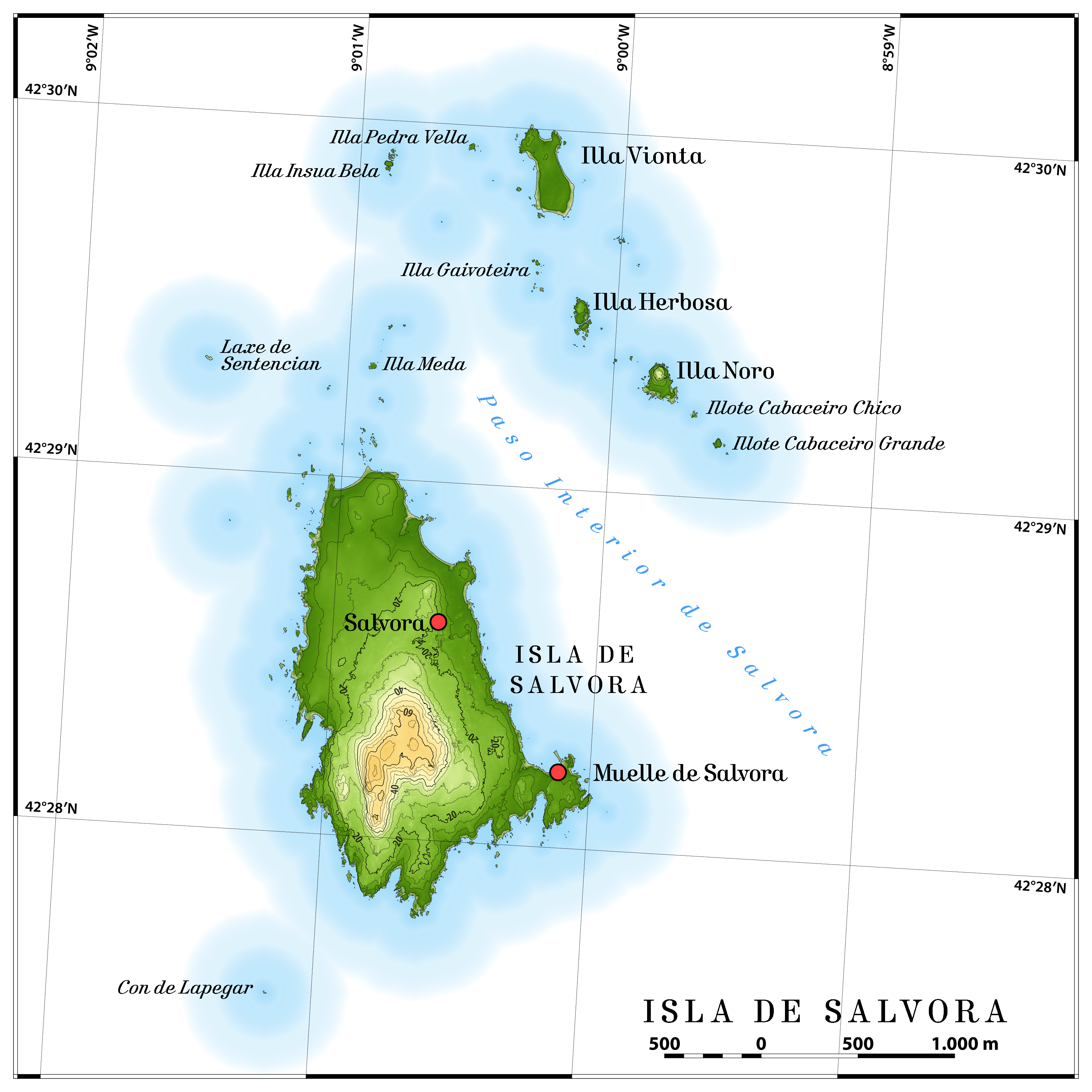
Сальвора

Вместе с островами Онс и Сиес входит в национальный парк «Атлантические острова Галисии», созданный в 2002 году.
На острове находится маяк, построенный министерством общественных работ Испании в 1862 году.

## История
В 899 году король Астурии Альфонсо III Великий подарил острова Сальвара и Онс (лат. insulam Saluare) епископу Сантьяго-де-Компостелы.
В марте 2007 года остров был приобретён сберегательным банком Caixa Galicia (ныне Abanca) за 8,5 млн евро, и в конце того же года Министерство окружающей среды Испании воспользовалось своим правом преимущественной покупки, купив остров за ту же сумму. С 1 июля 2008 года островом владеет Хунта Галисии совместно с Министерством окружающей среды Испании.

## «Героини Сальворы»
В 1:50 утра 2 января 1921 года испанское пассажирское судно «Санта-Исабель» (Santa Isabel), налетев на мель в 100 м от острова Сальвора, распалось на две части и затонуло. Судно направлялось в Кадис, где пассажиры должны были сесть на трансатлантические лайнеры в США. Судно пыталось войти в бухту Ароса. Погибло 213 человек. Жители острова спасли 56 пассажиров. К месту крушения первыми отправились две лодки (галис. dorna). Особенную известность получили три местные молодые женщины, которые направились на одной из этих лодок к месту кораблекрушения. Им было 32 (Хосефа Парада, Josefa Parada), 24 (Cipriana Oujo Maneiro) и 14 лет (Мария Фернандес, María Fernández). Они спасли от 15 до 20 человек из 56 спасённых. Вместе с четвёртой женщиной (Cipriana Crujeiras), действовавшей с суши, они названы «героинями Сальворы» («las heroínas de Sálvora»). Они награждены медалями за спасение погибавших на море.
В июле 2020 года в онлайн-кинотеатре Filmin состоялась премьера художественного фильма La isla de las mentiras на основе реальных событий.